# The War Games
A The War Games a Doctor Who sorozat ötvenedik része, 1969. április 19. és június 21. között vetítettek tíz epizódban. Ebben a részben jelent meg utújára Patrick Troughton mint második Doktor, Wendy Padbury mint Zoe Heriot és Frazer Hines mint Jamie McCrmmon. Ezenkívül ez volt a sorozat utolsó olyan része amit fekete-fehérben készült, valamint a sorozat második (más számozások szerint a harmadik) leghosszabb része.

## Történet
A Földre visszatérő utazók az I. világháborúba csöppennek... de pár mérfölddel arrébb már más, korábbi háborúk játszódnak. Valaki időzónákat hozott létre, s ebben különböző korok háborúi zajlanak. A mindezek mögött álló idegen a különböző időkből kiemelt katonákat egymásnak ugratja. A Doktor kideríti, hogy saját fajtársa, egy Idő Lord felelős mindenért. Sikerül ugyan ártalmatlanná tenni, ezzel azonban az Idő Lordok fogságába kerül. Gallifrey-n bíróság elé állítják azzal a váddal, hogy beavatkozik más bolygók ügyeibe. Az ítélet: kényszer regeneráció és száműzetés a Föld nevű bolygóra.

## Epizódok listája
| Epizód sorszáma | Bemutató napja    | Hossza | Nézők száma (millió) | Formátum  |
| --------------- | ----------------- | ------ | -------------------- | --------- |
| 1               | 1969. április 19. | 25:00  | 5,5                  | 16 mm t/r |
| 2               | 1969. április 26. | 25:00  | 6,3                  | 16 mm t/r |
| 3               | 1969. május 3.    | 24:30  | 5,1                  | 16 mm t/r |
| 4               | 1969. május 10.   | 23:30  | 5,7                  | 16 mm t/r |
| 5               | 1969. május 17.   | 24:30  | 5,1                  | 16 mm t/r |
| 6               | 1969. május 24.   | 22:53  | 4,2                  | 16 mm t/r |
| 7               | 1969. május 31.   | 22:28  | 4,9                  | 16 mm t/r |
| 8               | 1969. június 7.   | 24:37  | 3,5                  | 16 mm t/r |
| 9               | 1969. június 14.  | 24:34  | 4,1                  | 16 mm t/r |
| 10              | 1969. június 21.  | 24:23  | 5                    | 16 mm t/r |

## Könyvkiadás
A könyvváltozatát 1979. szeptember 25-én adta ki a Target könyvkiadó.

## Otthoni kiadás
- VHS-en 1990 februárjában adták ki két kazettán (kazettánként öt epizód).
- DVD-n 2009. július 6-án adták ki.

### Fordítás
- Ez a szócikk részben vagy egészben  a   The War Games című angol Wikipédia-szócikk fordításán alapul.  Az eredeti cikk szerkesztőit annak laptörténete sorolja fel. Ez a jelzés csupán a megfogalmazás eredetét és a szerzői jogokat jelzi, nem szolgál a cikkben szereplő információk forrásmegjelöléseként.